# Конкурсы искусств на летних Олимпийских играх 1948
| Конкурсы искусств на XIV летних Олимпийских играх 1948 год, Лондон, Великобритания | Конкурсы искусств на XIV летних Олимпийских играх 1948 год, Лондон, Великобритания |
| Olympische Ringe                                                                   | Olympische Ringe                                                                   |
| Информация                                                                         | Информация                                                                         |
| ---------------------------------------------------------------------------------- | ---------------------------------------------------------------------------------- |
| Участники:                                                                         | 324 участника (272 мужского пола и 52 женского) из 27 стран                        |
| Время проведения:                                                                  | 29 июля — 14 августа                                                               |
| Медали:                                                                            | 8 золотых, 11 серебряных, 13 бронзовых                                             |
|                                                                                    |                                                                                    |

Конкурсы искусств на летних Олимпийских играх 1948, проводившиеся в Лондоне / Великобритания на  XIV летней Олимпиаде 1948 года, стали последними в истории проведения олимпийских конкурсов искусств. 
В их программу входили художественные соревнования по 14 номинациям внутри категорий: архитектура, литература, музыка, живопись и графика, скульптура .

## Архитектура

### Градостроительные проекты
| Место | Страна    | Участник                      | Произведение                                             |
| ----- | --------- | ----------------------------- | -------------------------------------------------------- |
| 1     | Финляндия | Юрьё Линдегрен                | «Легкоатлетический центр в Варкаусе»                     |
| 2     | Швейцария | Вернер Шиндлер Эдуард Кнупфер | «Швейцарский федеральный спортивно-гимнастический центр» |
| 3     | Финляндия | Илмари Нимеляйнен             | «Легкоатлетический центр в Кеми»                         |

### Архитектурные проекты
| Место | Страна  | Участник      | Произведение                           |
| ----- | ------- | ------------- | -------------------------------------- |
| 1     | Австрия | Адольф Хох    | «Лыжный переход на Кобенцл»            |
| 2     | Австрия | Альфред Ринеш | «Центр водного спорта в Каринтии»      |
| 3     | Швеция  | Нильс Олссон  | «Бассейн и спортивный зал в Гётеборге» |

### Лирические произведения
| Место | Страна    | Участник          | Произведение          |
| ----- | --------- | ----------------- | --------------------- |
| 1     | Финляндия | Аале Тюнни        | «Прославление Эллады» |
| 2     | ЮАР       | Эрнст ван Хеерден | «Шесть стихотворений» |
| 3     | Франция   | Жильбер Протэ     | «Ритм стадиона»       |

### Драматические произведения
| Место | Страна | Участник      | Произведение |
| ----- | ------ | ------------- | ------------ |
| 1     |        | не присуждали |              |
| 2     |        | не присуждали |              |
| 3     |        | не присуждали |              |

### Эпические произведения
| Место | Страна  | Участник       | Произведение          |
| ----- | ------- | -------------- | --------------------- |
| 1     | Италия  | Джани Ступарич | «Грот»                |
| 2     | Дания   | Йозеф Петерсен | «Олимпийский чемпион» |
| 3     | Венгрия | Ева Фёлдэс     | «Источник молодости»  |

## Музыка

### Вокальная музыка
| Место | Страна | Участник        | Произведение       |
| ----- | ------ | --------------- | ------------------ |
| 1     |        | не присуждали   |                    |
| 2     |        | не присуждали   |                    |
| 3     | Италия | Габриэле Бьянки | «Олимпийский гимн» |

### Сольно-инструментальная и камерная музыка
| Место | Страна | Участник           | Произведение                                         |
| ----- | ------ | ------------------ | ---------------------------------------------------- |
| 1     |        | не присуждали      |                                                      |
| 2     | Канада | Джон Вейнцвейг     | «Дивертисменты для соло флейты и струнного оркестра» |
| 3     | Италия | Серджио Лауричелла | «Токката для фортепиано»                             |

### Оркестровая музыка
| Место | Страна    | Участник          | Произведение           |
| ----- | --------- | ----------------- | ---------------------- |
| 1     | Польша    | Збигнев Турский   | «Олимпийская симфония» |
| 2     | Финляндия | Калерво Туукканен | «Охота на медведя»     |
| 3     | Дания     | Эрлинг Брене      | «Жизненная сила»       |

## Живопись и графика

### Картины маслом и акварели
| Место | Страна         | Участник          | Произведение                       |
| ----- | -------------- | ----------------- | ---------------------------------- |
| 1     | Великобритания | Альфред Томсон    | «Любительский чемпионат в Лондоне» |
| 2     | Италия         | Джованни Страдоне | «Трековый велогонщик»              |
| 3     | Ирландия       | Летития Гамильтон | «Гонки»                            |

### Гравюры и офорты
| Место | Страна         | Участник       | Произведение       |
| ----- | -------------- | -------------- | ------------------ |
| 1     | Франция        | Альбер Декарис | «Бассейн»          |
| 2     | Великобритания | Джон Копли     | «Игроки поло»      |
| 3     | ЮАР            | Уолтер Бэттис  | «Приморский спорт» |

### Прикладная графика
| Место | Страна    | Участник         | Произведение                              |
| ----- | --------- | ---------------- | ----------------------------------------- |
| 1     |           | не присуждали    |                                           |
| 2     | Швейцария | Алекс Диггельман | «Первенство мира по велосипедному спорту» |
| 3     | Швейцария | Алекс Диггельман | «Первенство мира по хоккею с шайбой»      |

## Скульптура

### Круглая скульптура
| Место | Страна         | Участник       | Произведение  |
| ----- | -------------- | -------------- | ------------- |
| 1     | Швеция         | Густав Нордал  | «Памяти Линг» |
| 2     | Великобритания | Чинтаноми Кар  | «Конькобежцы» |
| 3     | Франция        | Хуберт Йенсенс | «Пловцы»      |

### Рельефы
| Место | Страна         | Участник         | Произведение       |
| ----- | -------------- | ---------------- | ------------------ |
| 1     |                | не присуждали    |                    |
| 2     |                | не присуждали    |                    |
| 3     | Великобритания | Розамунд Флетчер | «Найденный тайник» |

### Медали и значки
| Место | Страна  | Участник       | Произведение                |
| ----- | ------- | -------------- | --------------------------- |
| 1     |         | не присуждали  |                             |
| 2     | Австрия | Оскар Тиид     | «Восемь спортивных значков» |
| 3     | Австрия | Эдвин Гринауэр | «Значок гребного спорта»    |

## Галерея

Медалисты в конкурсах искусств
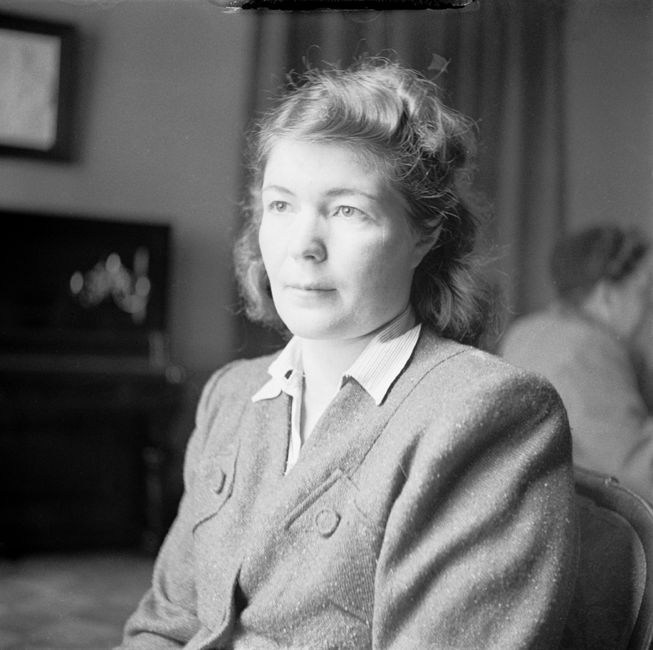
Финская поэтесса Аале Тюнни. Золотая медаль по литературе
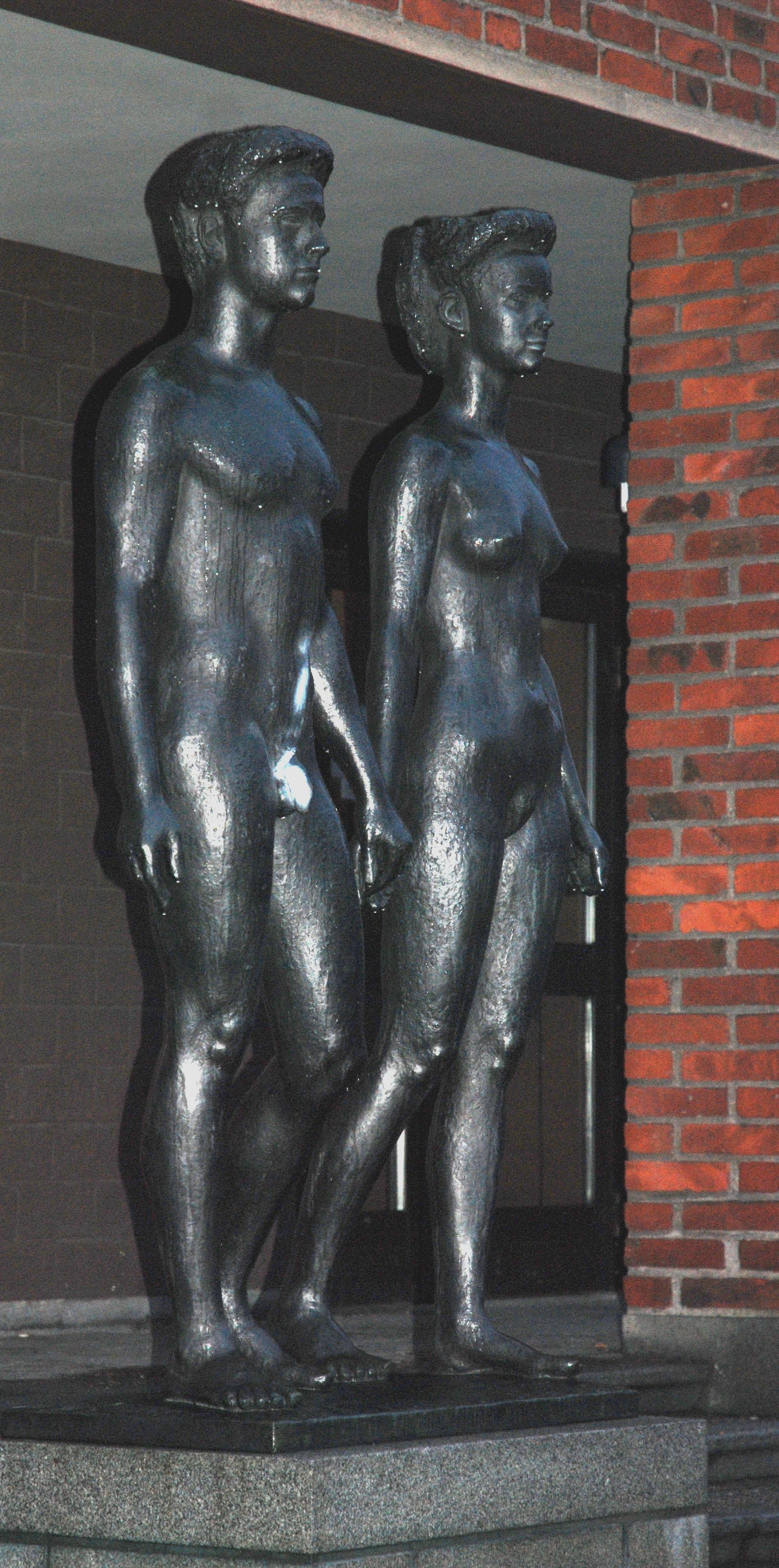
Шведский автор Густав Нордал. Золотая медаль по скульптуре